# مجزرة عائلة العجرمي
مجزرة عائلة العجرمي هي مجزرةٌ ارتكبها سلاح الجوّ الإسرائيلي حينما أغارَ على منازل المدنيين في دير البلح من فجر اليوم الثامن من العدوان الإسرائيلي على قطاع غزة في 15 من أكتوبر 2023. هذه المجرزة واحدة من ضمن سلسلة مجازر ارتكبها الاحتلال الإسرائيلي خلال الحرب الفلسطينية الإسرائيلية بعد عملية طوفان الأقصى التي شنتها المقاومة، تسبّبت هذه المجزرة الإسرائيليّة والتي استهدفت منطقة حيوية باستشهاد العديد من سكان المنطقة واستشهاد 13 شخصاً من عائلة العجرمي.

## المجزرة
في فجر اليوم الثامن من العدوان الإسرائيلي على قطاع غزة، وبالتزامن مع القصف الإسرائيلي المتواصل على كافة مناطق القطاع أغارت طائرات الإحتلال الإسرائيلي على منازل المواطنين في دير البلح وهم نيام ومن دون أي تحذير أو إبلاغ بعد نزوحهم من مدينة غزة بصواريخ ثقيلة أسقطت البيوت فوق رؤوس ساكنيها. تمكنت سيارات الإسعاف من انتشال جثامين 13 مواطناً من عائلة واحدة عدا عن الجرحى والمصابين.

## خلفية الحدث
في ساعاتِ الصباح الأولى من يوم السابع من أكتوبر 2023 أطلقت حركة المقاومة الإسلامية حماس عبر ذراعها العسكري كتائب الشهيد عز الدين القسام عملية طوفان الأقصى وذلك ردًا على الاعتداءات الإسرائيلية وتدنيس الأقصى والاستمرار في الاستيطان كما أكّد على ذلك محمد الضيف القائد العام للقسّام والذي أعطى إشارة انطلاق العمليّة التي شهدت اقتحامًا من المقاومين لمستوطنات غلاف غزة ونجحوا في قتلِ عدد كبيرٍ من الجنود الإسرائيلين وأسر عشرات آخرين كما استطاعوا خلال ساعات قطع عشرات الكيلومترات ووصلوا لمستوطنات أبعد من تلك المحيطة والقريبة من قطاع غزة.
استمرَّت الاشتباكات بين الجيش الإسرائيلي وبين المقاومين في عديد من المستوطنات وعلى رأسها مستوطنة سديروت. الرد الإسرائيلي على هذه العمليّة جاء من خلال شنّ سلاح الجو الإسرائيلي عشرات الغارات العشوائيّة على القطاع متسبّبة في مقتل عشرات المدنيين وتدمير البنية التحتية لمدن القطاع، ليصل حد فرض إغلاق شامل وقطع متعمد لكل الخدمات من ماء وكهرباء وغاز وهو ما هدَّد حياة أكثر من مليونَي فلسطيني يعيشُ داخل القطاع الذي يُعاني أصلًا من تبعات الحصار الخانق عليهم منذ ستة عشر عاماً.

## الضحايا
جميع الضحايا من المدنيين فضلًا عن كونهم من عائلة واحدة قضت بعد قصف الإحتلال الإسرائيلي الذي استهدف منزلهم القائمة من رجال ونساء وأطفال وهم:
1. عائد العجرمي ( مختار العائلة).
2. الحاجة أم إياد العجرمي.
3. لبنى عائد العجرمي.
4. الطفلة شام ( والدتها لبنى).
5. آية عائد العجرمي .
6. الطفلة نيفين ( والدتها آية).
7. الطفل مالك محمد العجرمي.
8. الطفل  بهاء محمد العجرمي.
9. الطفل أمير محمود العجرمي.
10. الطفل عائد اياد العجرمي.
11. الطفلة حلا إياد العجرمي.
12. نادية ماهر العجرمي.
13. الطفلة زينة زياد العجرمي.